# Фальбож
Фальбож (пол. Falborz, нім. Fallbusch) — село в Польщі, у гміні Бжешць-Куявський Влоцлавського повіту Куявсько-Поморського воєводства.
Населення — 294 особи (2011).
У 1975-1998 роках село належало до Влоцлавського воєводства.

## Демографія
Демографічна структура станом на 31 березня 2011 року:
|          | Загалом | Допрацездатний вік | Працездатний вік | Постпрацездатний вік |
| -------- | ------- | ------------------ | ---------------- | -------------------- |
| Чоловіки | 154     | 30                 | 108              | 16                   |
| Жінки    | 140     | 29                 | 79               | 32                   |
| Разом    | 294     | 59                 | 187              | 48                   |